# Ярополк Юрьевич
Ярополк Юрьевич — князь пинский, упомянутый в таком качестве в 1190 году в связи с собственной свадьбой во время пребывания в Пинске Рюрика Ростиславича во время его неудавшегося похода на Литву. Ипатьевская летопись сообщает об этом таким образом:
Въ лѣт̑о ҂s҃х҃ч҃и(1190)... Ростиславъ же прѣеха въ Торцькъıи свои съ славою и чс̑тью великою, победивъ Половци, и въ борзѣ еха къ ѿц҃ю въ Вроучии, ѡц҃ь бо ѥго бѧше пошелъ на Литву и бъıс̑ь въ Пинески оу тещи своеӕ и оу шюрьи своеӕ, тогда бо бѧше свадба Ӕрополча. И бъıс̑ь тепло, и стече снѣгъ, и не лзѣ бо имъ доити земли ихъ и възвратишас̑ въ своӕси.Ипатьевская летопись
Его сын - Юрий, князь несвижский, погиб в битве на Калке в 1223 году.